# Kriminalitetsforebyggelse
 Der er for få eller ingen kildehenvisninger i denne artikel, hvilket er et problem. Du kan hjælpe ved at angive troværdige kilder til de påstande, som fremføres i artiklen.

Kriminalitetsforebyggelse er en del af kriminalitetspolitiken i bredeste forstand, og har til formål at reducere, begrænse eller eliminere kriminalitet. Et forebyggende arbejde kan siges være at förhindra en negativ utveckling eller att problem uppstår. Det vil sige, at forebygge ved at handle, før der sker noget.